# Nihilist Spasm Band
Nihilist Spasm Band, или NSB, — канадская музыкальная группа из города Лондон (Онтарио), исполняющая музыку в стиле «нойз». Группа была сформирована в 1965 году в составе: Хью Макинтайр, Джон Клемент, Джон Бойл, Билл Эксли, Мюррэй Фэвро, Арчи Лич, Арт Прэттен и Грег Карно. Позже Лич покинул группу, Карно погиб в аварии в 1992 году, а Макинтайр скончался от сердечного приступа в 2004 году.
Наряду с традиционными, музыканты используют модифицированные в домашних условиях или самостоятельно изобретённые инструменты. Музыка Nihilist Spasm Band строится преимущественно на импровизации, вплоть до несовпадения настройки инструментов, темпов игры на них, и размеров такта.

## Дискография
- The Sweetest Country This Side of Heaven (сингл, 1967), Arts Canada
- No Record (1968), Allied Record Corporation
- Vol. 2 (1979), Music Gallery Editions
- 1984 (1984), Chimik Communications
- ¬x~x=x (1985), United Dairies Records
- What About Me (1992), Alchemy Records
- Live in Japan (1997), Alchemy Records
- Every Monday Night (1999), Alchemy Records
- No Borders with Joe McPhee (2001), Non Musica Rex
- NSB Live at Western Front (2006), NSB
- No Nihilist Spasm Band in Mulhouse (2007), Les Mondes Mental
- No Borders to No Borders with Reynols (2007), Disques Hushush
- Live In Geneve, Switzerland October 2006 with Fossils (2007), Wintage Records & Tapes
- theBESTweCANdo (2008), NSB

## Участники
- Джон Клемент (John Clement) — гитара, бас-гитара, ударные
- Джон Бойл (John Boyle) — казу, африканское пианино, ударные
- Билл Эксли (Bill Exley) — вокал, кастрюля
- Мюррэй Фэвро (Murray Favro) — гитара
- Арт Прэттен (Art Pratten) — «pratt-a-various», водопроводная труба

### Приглашённые участники
- Aya Onishi — ударные, казу
- Tim Glasgow — гитара, ударные
- Mark Favro — синтезатор «Casio»
- Galen Curnoe — гитара

### Бывшие участники
- Хью Макинтайр (Hugh McIntyre) — бас-гитара
- Арчи Лич (Archie Leitch) — кларнет
- Грег Карно (Greg Curnoe) — казу, ударные (1936—1992)